# Guiar (Parroquia)
Guiar ist eines von sechs Parroquias in der Gemeinde Vegadeo der autonomen Region Asturien in Spanien.

## Geographie
Guiar ist ein Parroquia mit 28 Einwohnern (2020) und einer Grundfläche von 5,55 km². Es liegt auf 214 m. Die nächste größere Ortschaft ist Vegadeo, der 9,4 km entfernte Hauptort der gleichnamigen Gemeinde.
Durch das Parroquia fließt der Río Ouria, ein Nebenfluss des Río Eo.

## Klima
Angenehm milde Sommer mit ebenfalls milden, selten strengen Wintern. In den Hochlagen können die Winter durchaus streng werden.

## Weiler in der Parroquia
- Graña de Guiar
- Guiar